# Municipio de Polk (Illinois)
El municipio de Polk (en inglés: Polk Township) es un municipio ubicado en el condado de Macoupin en el estado estadounidense de Illinois. En el año 2010 tenía una población de 563 habitantes y una densidad poblacional de 5,97 personas por km².

## Geografía
El municipio de Polk se encuentra ubicado en las coordenadas 39°13′11″N 89°58′29″O / 39.21972, -89.97472. Según la Oficina del Censo de los Estados Unidos, el municipio tiene una superficie total de 94.3 km², de la cual 93,68 km² corresponden a tierra firme y (0,65 %) 0,61 km² es agua.

## Demografía
Según el censo de 2010, había 563 personas residiendo en el municipio de Polk. La densidad de población era de 5,97 hab./km². De los 563 habitantes, el municipio de Polk estaba compuesto por el 99,29 % blancos, el 0,36 % eran afroamericanos y el 0,36 % eran de una mezcla de razas. Del total de la población el 0,36 % eran hispanos o latinos de cualquier raza.